# Псора
Псора (лат. Psora) — род лихенизированных грибов семейства Пармелиевые (Parmeliaceae). Виды этого рода обычно называют «рыбочешуйчатые лишайники».

## Описание
Слоевище чешуйчатое. Чешуйки 2–10 мм в диаметре. Соредии и изидии отсутствуют. Верхний коровый слой хорошо развит. Нижний коровый слой чешуек хорошо развит или отсутствует. Сердцевина хорошо развита. Фотобионт — зелёные одноклеточные водоросли рода Мирмеция.
Апотеции лецидеевые, до 2 мм в диаметре, расположенные по краям чешуек или на их поверхности. Молодые апотеции с плоским или слабовыпуклым диском, окружённым обычно неопределённым краем, зрелые — сильновыпуклые до полусферических, без краёв. Эксципул бесцветный или бледно-коричневый. Гипотеций бледно-коричневый до бесцветного, нередко с кристаллами оксалата кальция. Эпитеций коричневый, от KOH не изменяется в окраске, изредка становится фиолетовым. Гимений 60–100 мкм, амилоидный. Парафизы простые или иногда разветвлённые, довольно слабо склеенные, с апикальными клетками, слегка утолщёнными и коричневопигментированными. Сумки узкобулавовидные до почти цилиндрических. Споры простые, бесцветные, по 8 в сумке, широкоэллипсоидные до почти округлых.
Пикнидии погружённые в чешуйки. Конидии палочковидные, 5–10×1 мкм.

## Химический состав
Содержат различные лишайниковые вещества, в том числе различные лишайниковые кислоты (гирофоровая, леканоровая, норстиктовая, усниновая и др.), антрахиноны (париетин).

## Среда обитания и распространение
Виды рода широко распространены на земном шаре, но преимущественно в аридных и арктоальпийских регионах.

## Виды
Согласно базе данных Catalogue of Life на октябрь 2022 года род включает следующие виды:
- Psora altotibetica Timdal, Obermyer et Bendiksby, 2016
- Psora brunneocarpa Timdal, 2002
- Psora crenata (Taylor) Reinke, 1895 — Псора зазубренная
- Psora crystallifera (Taylor) Müll. Arg., 1888
- Psora decipiens (Hedw.) Hoffm., 1794 — Псора обманная
- Psora globifera (Ach.) A. Massal., 1852 — Псора шаровидная
- Psora hyporubescens Timdal, 2002
- Psora icterica (Mont.) Müll. Arg., 1888
- Psora indigirkae Timdal et Zhurb., 2004 —  Псора индигиркская
- Psora peninsularis Timdal, 2002
- Psora pruinosa Timdal, 2002
- Psora rubiformis (Wahlenb. ex Ach.) Hook., 1833 — Псора красноватая
- Psora taurensis Timdal, Bendiksby, Kahraman et Halici, 2017
- Psora testacea Hoffm., 1790 — Псора черепичная

## Охранный статус
В России вид Psora decipiens занесён в Красные книги Липецкой, Мурманской, Омской, Самарской областей, Республики Татарстан, вид Psora globifera в Красную книгу Республики Коми, вид Psora indigirkae в Красную книгу Иркутской области, вид Psora rubiformis в Красную книгу Республики Коми.